# Ver (Houyet)
Pour les articles homonymes, voir Ver (homonymie).
Ver est un village belge de la section de Custinne, situé dans la commune de Houyet, dans la province de Namur.

## Situation
Ver est un petit village situé en Famenne et à la limite sud du Condroz (altitude de 260 à 280 m) entre Custinne et Houyet, comptant une cinquantaine d'habitations le long et à proximité de la route de Ciney (route nationale 982). Les autres principales voiries de la localité sont les rues de la Chapelle, de la Grotte, de la Croix et du Tige. 
Le tige de Ver est un sommet de 297 m d'altitude se trouvant au sud-est de la localité (le long de la route nationale 927).
La côte de Ver (1,4 km à 5,8 %, passage indiqué à 9 %) empruntant la nationale 982 (route de Ciney), entre Custinne et Ver, est grimpée lors de la course cycliste la Flèche wallonne en 2025.

## Patrimoine
Ce village de type famennien groupe autour de la chapelle Saint-Gilles, des fermes en long et quelques maisons pour la plupart construites principalement en briques lors de la seconde moitié du XIXe siècle. Ces anciennes fermes et fermettes possèdent souvent de nombreuses petites dépendances telles que des fournils et des porcheries. Plusieurs habitations contemporaines de type pavillonnaire complètent le bâti d'origine.
La chapelle Saint-Gilles est un édifice néo-gothique en brique d'une longueur approximative de 18 m, daté de 1924 et orné de vitraux et d'une polychromie intérieure réalisés par L.M. Londot en 1964-1965. Une autre petite chapelle en brique se situe le long de la route de Ciney (en face de la maison sise au no 22).

## Source et lien externe
Inventaire Régional du patrimoine